# アカゲラ国立公園

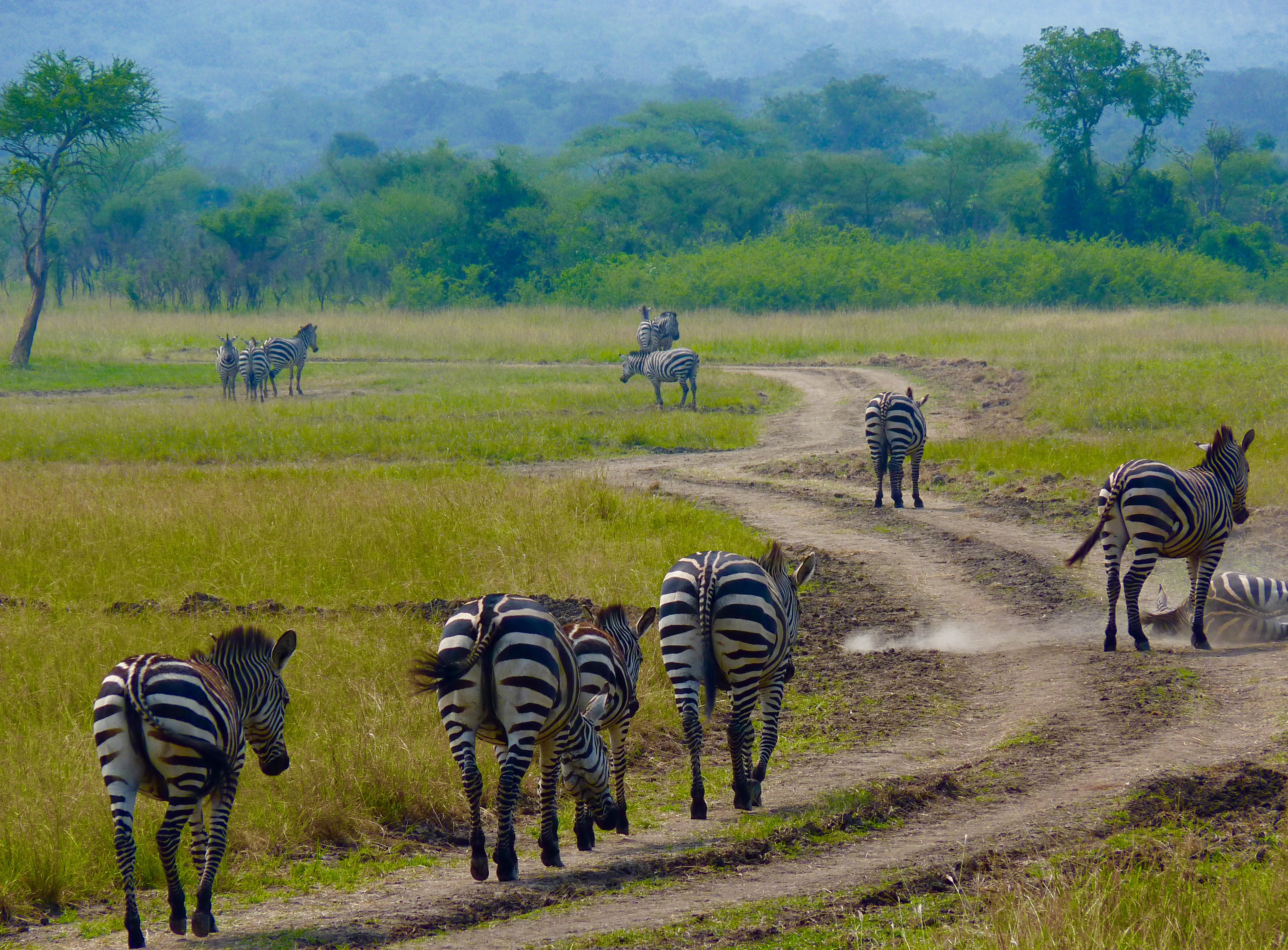
アカゲラ国立公園

アカゲラ国立公園（フランス語: Parc National de l'Akagera）は、ルワンダ共和国の国立公園である。この国立公園の名称は、園内を流れるカゲラ川に由来する。

## 概要
この2,500km²の面積を有する国立公園はルワンダの北東部に位置し、タンザニアとの国境の一部を形成している。ベルギー植民地時代の1934年にサバナ (地理)、山地、沼地の三種のエコリージョンからなる動物保護区として設立された。また、園内にはシャカニ湖（Lake Shakani）やイヘマ湖（Lake Ihema）といった湖や、観光名所の1つであるルスモ滝などが存在している。
1994年に長らく続いたルワンダ内戦が終結すると、ルワンダ政府は内戦から逃れるために国外など各地に避難していた人々を国立公園内に受け入れていた。これらの避難民は大半が3つある地域のうちのサバナ地域に居住していた。また、内戦時には隣接するタンザニアの保護区などに逃れていた野生動物も近年公園内へ戻りつつある。
なお、現在アカゲラ国立公園園内の観光を行う際にはガイドと同行する必要がある。

## 生息動物
園内には草食動物としてアンテロープ、ゾウ、キリン、バファロー、シマウマ、カバなどが、肉食動物ではライオン、ヒョウ、ワニなどが生息している。また、鳥類の生息地としても知られており、年間で500種類以上の鳥類を観察することが可能である。